# Reizgasanlage
Reizgasanlagen werden als Erweiterung einer bestehenden Alarmanlage zum Einbruch- oder Raumschutzsystem eingesetzt. Ziel ist die direkte Abwehr des Einbrechers und die Überbrückung der Zeit zwischen Alarmauslösung und dem Eintreffen der Polizei. Der Einbrecher wird akustisch gewarnt und aufgefordert den gesicherten Bereich zu verlassen. Wird die Aufforderung ignoriert, setzt die Anlage das Tränengas frei. Die ausgestoßene Gaskonzentration ist nicht gesundheitsschädlich, schränkt aber die Handlungsfähigkeit des Einbrechers erheblich ein und zwingt ihn zur Flucht.
Die Entwicklung der Reizgasanlagen begann Ende der 1990er Jahre in Berlin. Der Berliner Einzelhandel hat teilweise in den örtlichen Filialen diese Systeme installiert. Die Anlagen werden kontinuierlich weiterentwickelt. Einsatzgebiete des Alarmsystems sind Geschäfts-, Industrie-, Lager- und Wohnräume.
Reizgasanlagen dürfen nur in geschlossenen Räumen eingesetzt werden und müssen ortsfest installiert sein. Des Weiteren muss das vorgeschaltete elektronische Alarmsystem über eine geeignete Fernalarmierung verfügen.